# Franz Leopold
Franz Leopold (* 26. März 1902 in Nikitsch; † 7. Februar 1960 in Eisenstadt) war ein österreichischer Politiker (ÖVP) und Landesbuchhaltungsdirektor in Eisenstadt. Leopold war verheiratet und von 1949 bis 1959 Abgeordneter zum Burgenländischen Landtag. Nach seinem Tod wurde er in Nikitsch begraben.

## Ausbildung und Beruf
Leopold wurde als Sohn des Landwirts Urban Leopold aus Nikitsch geboren und wuchs in einer kroatischsprachigen Familie auf. Er besuchte die Volksschule in Nikitsch und absolvierte danach die Handelsakademie in Ödenburg, die er 1922 mit der Matura abschloss. Leopold trat am 4. Juni 1923 in den Dienst des Landes Burgenland und war in der Folge in der Buchhaltung beschäftigt. Nach der Machtübernahme der Nationalsozialisten wurde Leopold 1938 zwangspensioniert und fand danach Beschäftigung in seiner Heimatgemeinde. 1941 wurde er in die Wehrmacht einberufen, wobei er in Kriegsgefangenschaft geriet, aus der er 1945 zurückkehrte. Ab 1945 war Leopold wieder im Landesdienst tätig und wurde 1947 Leiter der Landesbuchhaltung in Eisenstadt. 1952 wurde er zum Regierungsrat ernannt. 

## Politik
Leopold war Mitglied des Kroatischen Kulturvereins und trat später der Vaterländischen Front bei. 1947 war er Mitbegründer des Kroatischen Verlagsvereines, zudem vertrat er die ÖVP zwischen dem 4. November 1949 und dem 19. Dezember 1959 im Burgenländischen Landtag, wobei er durch Mandatsverzicht aus seinem Amt schied. Des Weiteren war Leopold zwischen 1951 und 1960 Landesfinanzreferent der ÖVP Burgenland und ab 1954 Oberkurator der Landeshypothekenanstalt.